# 重庆一一·二七大屠杀
重庆一一·二七大屠杀，又称渣滓洞大屠杀，是发生在1949年中华人民共和国中央人民政府宣告成立前后，中华民国政府在中国大陆败退迁往台湾前夕，后者国防部保密局对重庆白公馆和渣滓洞等监狱中的共产党员和政治犯的大规模屠杀事件。这场屠杀始于1949年9月6日，结束于1949年11月29日上午，死者多达300余人，其中包括婴儿幼童。
此屠杀事件，因1949年11月27日至28日凌晨对关押者的屠杀行动为最高潮，故得名重庆一一·二七大屠杀。

## 背景

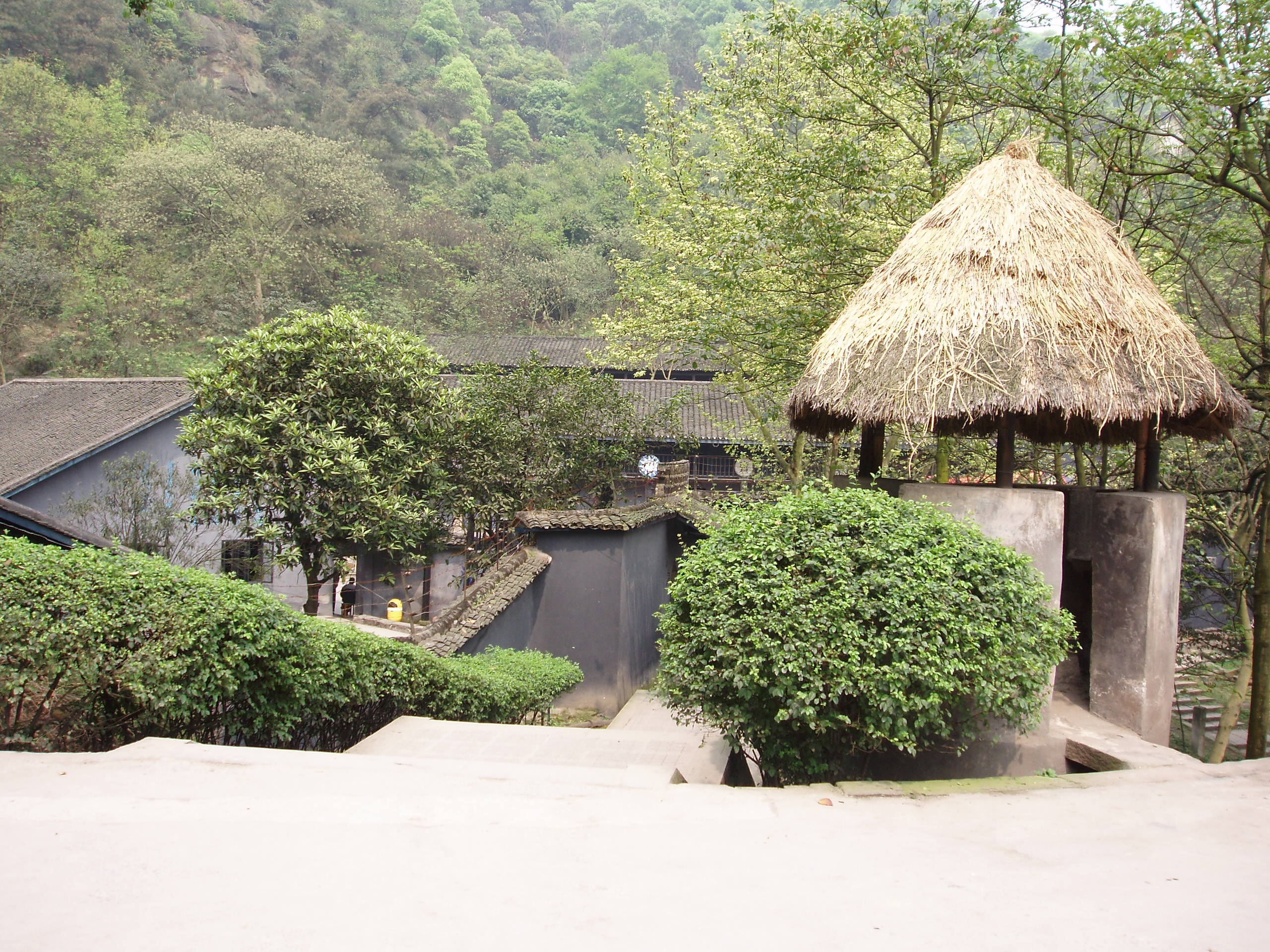
渣滓洞

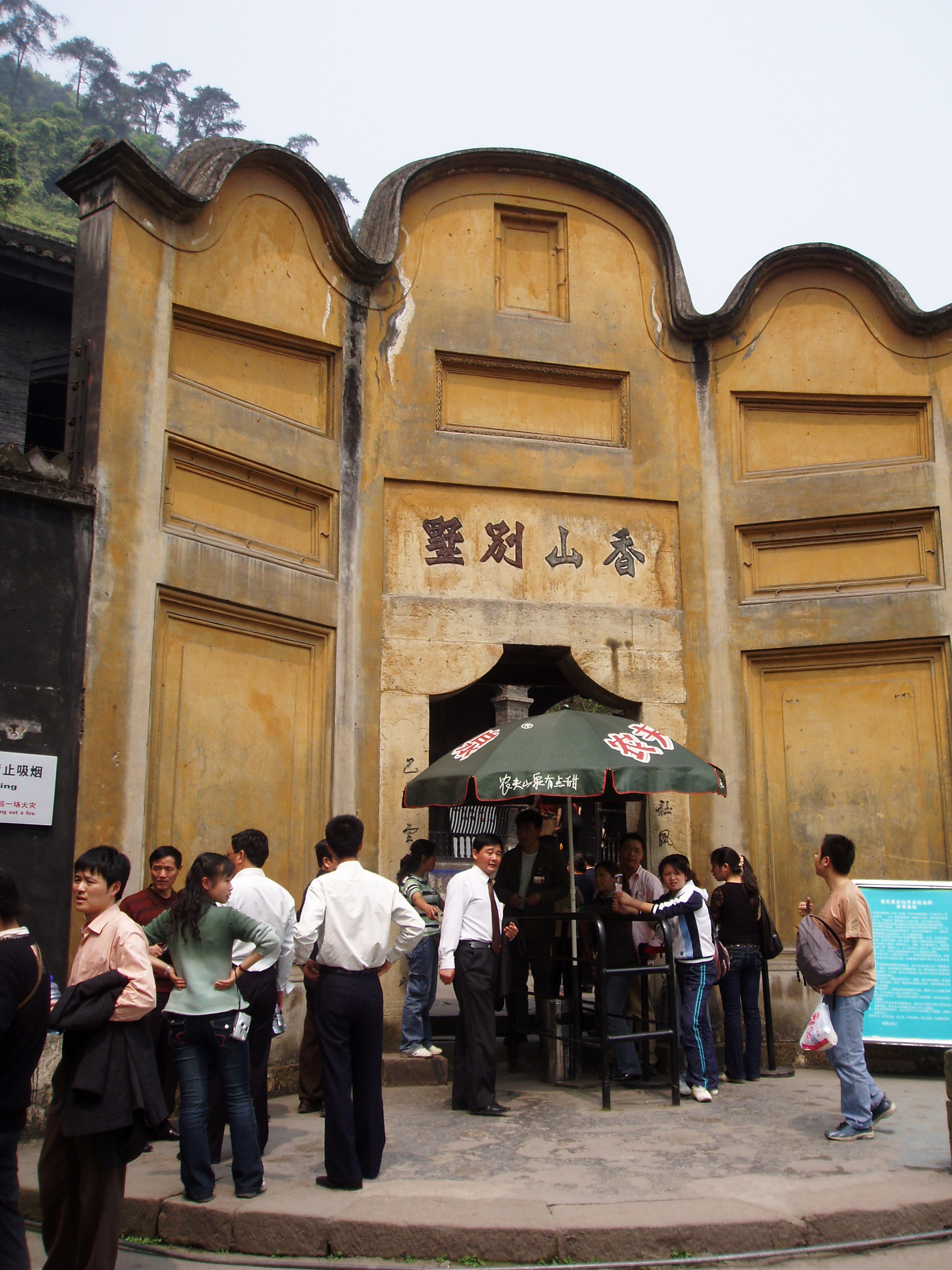
白公馆

1945年抗战胜利后，中美合作所按照协议结束，美方将其所有设施移交國民政府軍事委員會調查統計局（1946年后更名为“国防部保密局”）。从此其被国民党政府转变为关押中共相关人士的设施，在约2平方公里的土地上设置了大大小小10余座监狱，其中的白公馆、渣滓洞，被称为“两口活棺材”。集中关押着杨虎城、张学良、叶挺、罗世文、江竹筠等大批中共人士和其他政治犯。
渣滓洞，原为一小煤窑，因渣多煤少而得名。1939年，军统在此设立看守所，分内外两院，外院为特务办公室、刑讯室等，内院一楼一底16间房间为男牢，另有两间平房为女牢。关押在此的有“六一”大逮捕案、“小民革”案、“挺进报”案、上下川东三次暴动失败后的被捕人员，如江竹筠、许建业、何雪松等，最多时达三百余人。
白公馆，又名“香山别墅”，原是四川军阀白驹在重庆沙坪坝郊区的别墅，20世纪30年代，为养小妾而修建，因白驹自认为是白居易后裔，以白居易之号命其名为“香山别墅”；后成为国民政府军事委员会调查统计局的看守所，名为“国民政府军事委员会调查统计局重庆看守所”。
1949年4月24日，中国人民解放军攻占南京，占领总统府。10月1日，中华人民共和国中央人民政府在北京（之前名北平）宣告成立。11月，刘邓大军进军西南，发动了西南战役和南泉战役，进逼重庆。中華民國政府撤退前夕，毛人凤根据中国国民党总裁蒋介石杀杨虎城的指令，饬令国防部保密局特务从9月开始，“清理积案”分批屠杀狱中关押者。

## 经过

### 屠杀开始
1949年9月6日，杨虎城及其秘书宋绮云等6人被杀于松林坡。10月28日，陈然、王朴、成善谋等10人被杀于大坪刑场。11月14日，蒋中正与毛人凤由台湾飞抵重庆，由毛人凤主持会议，执行蒋中正交代的“处决”、潜伏、游击、破坏四大任务，当日，江竹筠、李青林、齐亮等30人被枪杀于“中美合作所”歌乐山电台岚垭并被毁尸:267。

### 白公馆看守所的集中屠杀及被囚者越狱
11月27日下午4点，对白公馆看守所余下的关押者的集中屠杀开始。由于白公馆所关押的案犯分属保密局六处和西南任官公署二处掌管，故屠杀分别由毛人凤、徐远举指派的行刑者现场指挥。黄显声、李英毅被押到步云桥枪杀，然后，约两人一组，将白公馆余下的部分关押者押往松林坡枪杀。
晚11时，白公馆看守长杨进兴按保密局第六处下达“死刑”名册里的20人，已全部执行完毕，而西南长官公署二处雷天元指挥的行刑者，对二处寄押在白公馆的25名犯人仅执杀了9人，尚有17名犯人及他们所带两个小孩共19人还关押在牢中。此时，渣滓洞看守所打来电话称他们那里人手少，到这时才杀了26人，尚有100多人未执行，按这个速度，天亮了也杀不完，为防止狱中骚动，请求白公馆看守所派人援助。雷天元决定带领其指挥的行刑者全部赶往渣滓洞参与集中“处决”，将寄押在白公馆的19名犯人交看守长杨进兴全权处理。而后杨进兴打电话向他的上司白公馆监狱看守所所长陆景清汇报任务巳全部执行完毕。因此陆景清就令杨进兴立刻回城待命，杨进兴马上打电话通知雷天元称自己奉上司命将立即撤离回城，寄押的人犯请雷天元速派人自己“处理”。电话打完后杨进兴迅速把各牢房所剩男犯16人全部集中到一楼2号牢房，女犯郭德贤及其所带的两个孩子郭小波、郭小可仍关在二楼。而后杨进兴便叫来看守杨钦典，命令他一人留下继续看守二处寄押的人犯，自己则带领一帮亲信离开了白公馆回到了重庆市区。
杨钦典在看守关押者期间长期接受陈然、罗广斌等人的“统战”工作。当天，杨钦典丢下牢中的关押者走出大门，落上铁锁，弃狱出走，因此白公馆牢狱曾出现一个多小时无人看管的状态。而后杨钦典遇见了白公馆伙房杂工李育生，对方要求杨钦典释放关押者。回到看守所后，罗广斌等关押者乘机劝杨钦典不要跟特务部队走，把这19个人救出去以向共产党“立功赎罪”，共产党人保证为他证明，并为他解决工作。经过思想斗争，杨钦典最终把门锁打开，但未取下。为了稳妥起见，杨钦典与罗广斌约好，他和李育生先上楼观察动静，看警卫部队是否撤走，如果撤光了，就在楼板上跺脚三下为信号，下面的人听到信号就把锁取下跑出去。在收到上方确认警卫部队全部撤走的消息后，罗广斌把突围的路线告诉大家，并按身体强弱搭配，分编小组，而后指定周居正、李荫枫上楼照顾郭德贤母子三人，之后一齐逃出了白公馆。
罗广斌一众刚跑到监狱离公路一半距离时，雷天元等人在完成渣滓洞集中屠杀后乘车自渣滓洞返回白公馆，发现了他们，并向他们射击。罗广斌一众迅即掉头，向白公馆后山跑去，由于特务的惊扰，一起跑出来的19个人被冲散。而后他们各自在山上找到隐蔽处，28日清晨时分，半数越狱者逃出了“特区”警戒范围，各寻安身之处，其余的也在重庆被解放军攻占前后，相继走出隐蔽处。
白公馆看守所的集中屠杀，造成了黄显声、李英毅等共计29人的死亡。
在杨钦典及李育生的协助下，罗广斌、周居正、毛晓初、郑业瑞、任可风、段文明、贺凤初、杜文博、杨其昌、周绍轩、尹子勤、王国源、李荫枫、江载黎、李自立、秦世楷、郭德贤、郭小波、郭小可等19人成功从白公馆越狱。
关押在白公馆的谭谟是此次屠杀中唯一一名从尸坑死里逃生的脱险者。他于11月27日下午与其他关押者被押往松林坡，在道路旁被集体屠杀，路旁早已为他们挖好了大坑。谭谟身中四枪但都未击中要害，又被其他遇害者压在身上，躲过了行刑特务的第二轮枪击。特务撤离后，谭谟爬出尸坑，得到附近工厂工人的保护和帮助，重庆被解放军占领后回到磁器口治伤。

### 渣滓洞看守所的集中屠杀

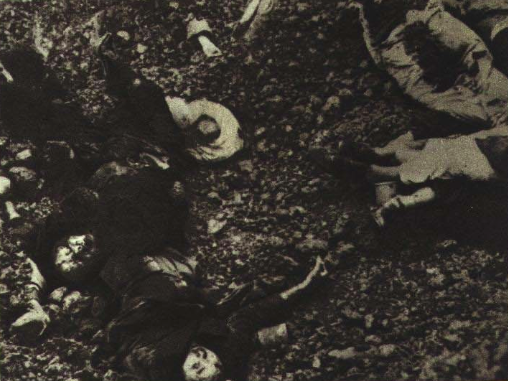
被集中屠杀的关押者

11月27日晚，国民党特务将渣滓洞关押者分批押往松林坡枪杀。11月28日凌晨，渣滓洞看守所的特务以及抵达渣滓洞看守所的以雷天元所指挥的白公馆特务们在枪杀了部分关押者后，又因为时间紧迫，以“马上转移，要办移交”为名将关押者集中在男牢楼下8间牢房，并将楼上的男犯集中到楼下1—7室，女犯则集中在楼下8室，并由特务用机枪架在囚室前后的门窗口，对内疯狂扫射，然后打开牢门逐个补枪。少数躲过补枪的关押者企图在特务撤离后逃离渣滓洞，却被奉渣滓洞看守所所长李磊之命撤回执行焚烧看守所的特务发现，遭到第二轮枪击。第二轮枪击结束后，余下的特务又对男牢楼下8间牢房浇上汽油，纵火焚烧。仅刘德彬、肖中鼎、李泽海、傅伯雍、盛国玉、陈化纯、杨培基、周仁极、钟林、刘翰钦、张泽厚、孙重、周洪礼、杨纯亮、杨同生等15人侥幸躲过两轮枪击，在被熏醒后通过推倒渣滓洞看守所年久失修的边墙逃脱。
渣滓洞看守所的集中屠杀，造成了许晓轩、谭沈明、刘国志等共计180余人的死亡。

### 屠杀结束
11月28日，李宗煌等5人被枪杀于重庆西南长官公署行辕二处防空洞内。11月29日，杨进兴奉周养浩之命，将关押在重庆市区“新世纪饭店”监狱的32人屠杀于松林坡，同日，蒋中正于重庆主持军事会议，指示重庆外围国军的作战情况，入夜林园行邸已可闻交战之枪声，待闻兵工厂爆炸后，至白市驿机场自重庆撤离。11月30日清晨，蒋中正飞抵成都，重庆并于同日下午被中国人民解放军攻占，集中屠杀因此结束:176。

## 后续

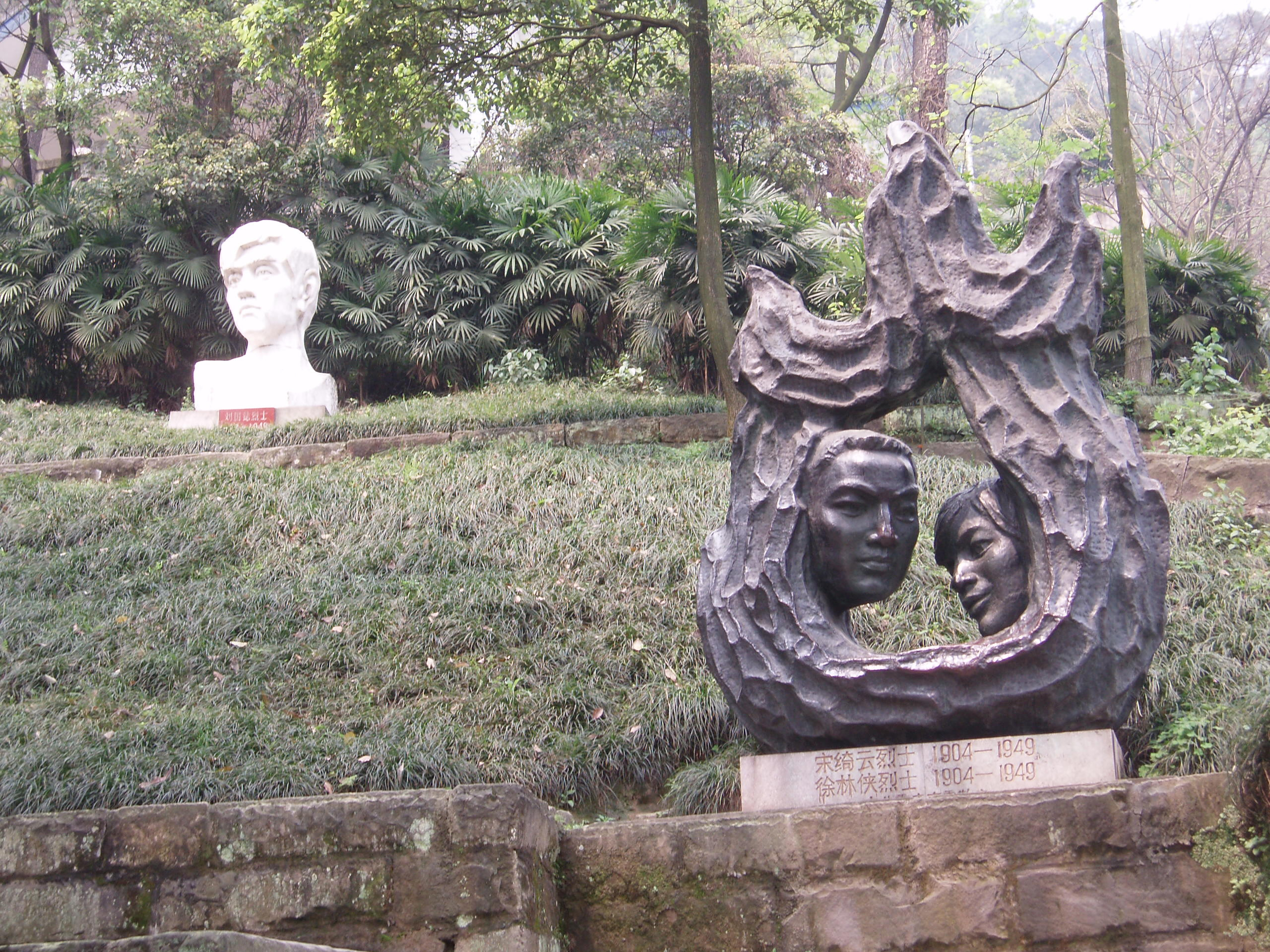
重慶歌樂山烈士陵園

1949年12月1日，中国人民解放军成立“脱险同志联络处”，接待自重庆各监狱脱险的以及其他被关押者。罗广斌参加了筹备杨虎城将军和“重庆一一·二七大屠杀殉难烈士追悼会”的工作。他每天追记和整理狱友们在狱中的讨论和总结。12月25日，罗广斌写成《关于重庆组织破坏经过和狱中情形的报告》《重庆党组织破坏经过和狱中情形的报告》，上报给中共重庆市委。
中國人民解放軍攻佔四川後，人民政府对白公馆和渣滓洞特务们展开了抓捕行动。1949年12月，徐远举在云南被卢汉起义部队抓获，先押往白公馆，后转至北京功德林战犯管理所和秦城监狱，1973年在监狱去世。渣滓洞管理处处长徐贵林（绰号“猫头鹰”）逃往华蓥山区，后投奔胡宗南部，在三台县被解放军俘获，但因没有暴露身份而被当做普通战俘释放；后潜回重庆，以普通菜贩的身份住在岳父家，1950年3月被曾关押在渣滓洞的市民认出并举报，被公安机关逮捕，同年5月被处以死刑。白公馆看守长杨进兴逃往华蓥山区打游击，后在南充农村定居务农，1953年因身份可疑被公安机关列为怀疑对象，1955年6月被捕，1958年5月被处以死刑。西南长官公署二处中校侦讯股长张界先潜逃至湖北沙市，再逃往江陵，最终回到江苏江浦老家，1954年被揭发出曾任国民党浦江县党部干事，但由于公安机关尚未掌握其他信息，仅被判处三年有期徒刑；1957年刑满释放后再被揭发出在重庆的过往，因而再次被捕并押送至重庆，处以死刑。西南长官公署二处警卫组中校行动组长漆玉麟潜逃回江西萍乡老家务农，1957年因形迹可疑被公安机关列为怀疑对象，后被军统原工作人员认出并检举，1958年2月被捕，同年被处以死刑，一说1965年被判处死缓，不久后病死于劳改队。
中华人民共和国成立十余年后，罗广斌等人以重庆一一·二七大屠杀事件为背景创作了小说《红岩》。文化大革命期间，《红岩》被江青等划为“反动小说”，罗广斌被划为“叛徒”后身亡，文革结束后1978年罗广斌被平反。1989年，《关于重庆组织破坏经过和狱中情形的报告》《重庆党组织破坏经过和狱中情形的报告》在重庆首次被披露。
2006年4月，杨虎城的孙子杨瀚专程来到河南省漯河市与释放了白公馆内的全部19名被关押者的杨钦典见面。交谈期间，杨钦典表示感谢杨瀚能够专程来看望他，并对当年的屠杀事件道歉，而杨瀚也对杨钦典表达了同情：“其实，他也挺可怜，也是时代的受害者！”